# Dinorah Polakof
Dinorah Polakof (13 de marzo de 1957) es una escritora y periodista uruguaya. 
Es una periodista especializada en literatura infantil y juvenil.
Dinorah Polakof integró el jurado de la Feria del Libro de Uruguay y fue Galardonada con el Premio Legión del Libro otorgado por la Cámara Uruguaya del Libro.

## Libros
- 2005, Mi tortuga Tomasa
- 2022, Al abrigo del samovar